# Kathedrale von Agde

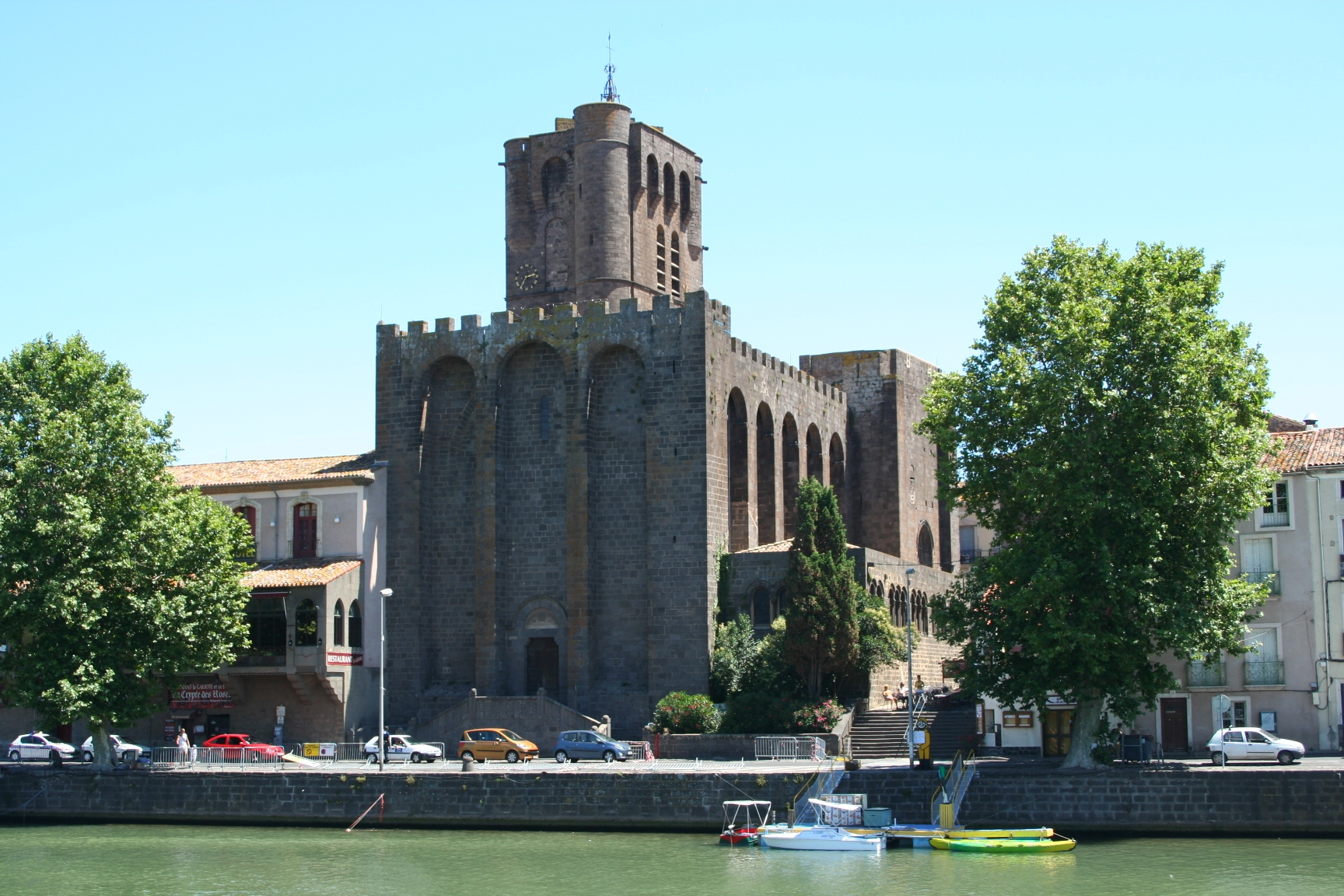
Ehemalige Kathedrale von Agde

Die dem Patrozinium des hl. Stephanus (französisch St-Étienne) unterstellte mittelalterliche ehemalige Kathedrale von Agde gehörte zum Bistum Agde, das im 5. Jahrhundert gegründet und während der Französischen Revolution durch das zwischen Napoleon Bonaparte und dem Heiligen Stuhl geschlossene Konkordat aufgelöst wurde. Der bereits im Jahr 1840 als Monument historique anerkannte Kirchenbau steht unmittelbar am Fluss Hérault, der nur etwa 5 km südwestlich ins Mittelmeer mündet.

## Geschichte

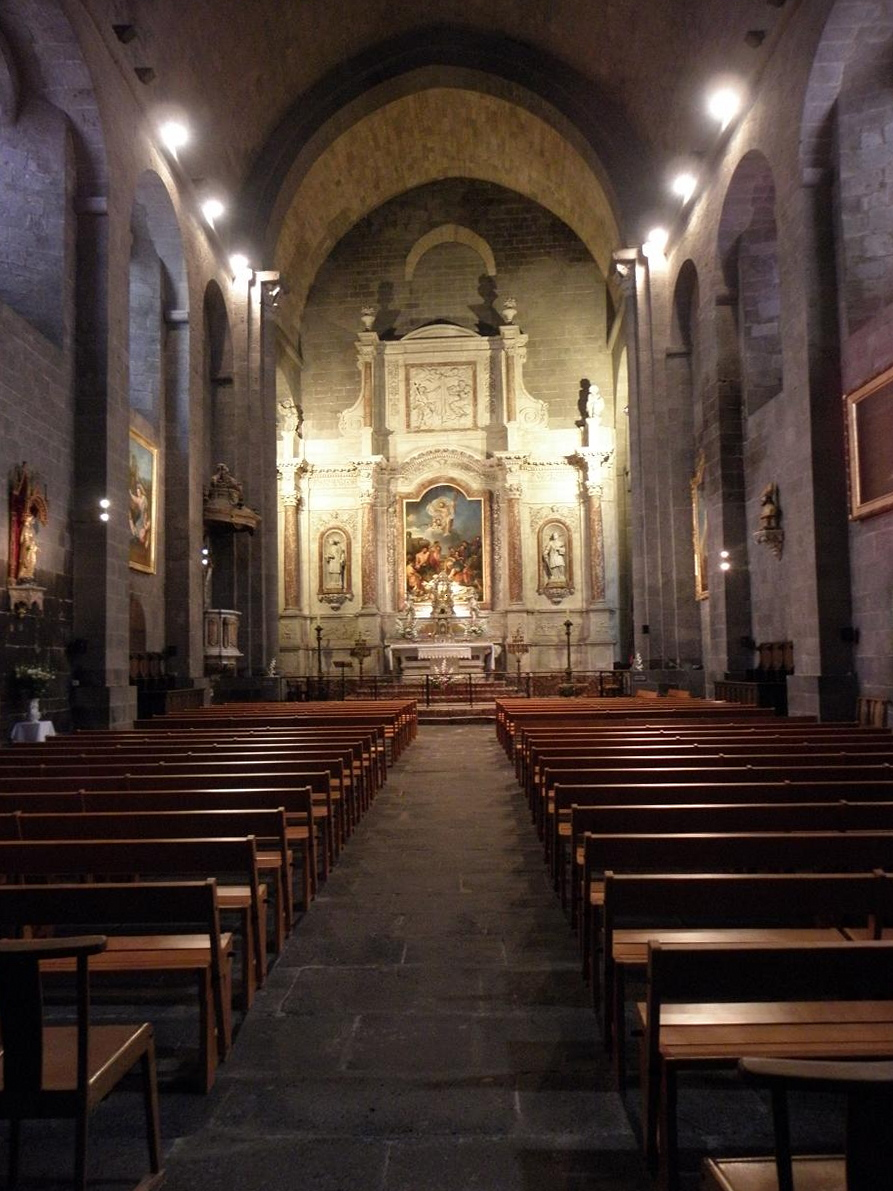
Kirchenschiff

Noch in seinem Todesjahr begann Bischof Guilleaume II. († 1173) auf den Fundamenten einer frühchristlichen Kirche, die an der Stelle eines antiken Tempels stand, mit dem Bau der heutigen Kathedrale. Der Wehrcharakter der Kirche ist höchstwahrscheinlich auf die in dieser Zeit im Seegebiet vor der Küste operierenden Sarazenen-Piraten zurückzuführen. Der romanische Kreuzgang (cloître) der Kathedrale wurde im Jahr 1857 zerstört; einige Elemente wurden als Spolien beim Bau des heutigen Eingangs wiederverwendet.

## Architektur
Das zum Bau der Kathedrale verwendete beinahe schwarze Steinmaterial kam vom nur etwa 3 km entfernten Vulkankomplex von Agde; es verleiht dem unverputzten Bau ein abweisendes Aussehen, welches durch die von großen Blendarkaden stabilisierten, von Zinnen bekrönten und nahezu fensterlosen hohen Mauern noch verstärkt wird. Der von einem Treppenturm mit rundem Querschnitt begleitete ca. 35 m hohe Glockenturm (clocher) könnte ebenso gut als mittelalterlicher Wehrturm (donjon) aufgefasst werden.
Das Innere der Kirche ist einschiffig und mit einem Spitztonnengewölbe versehen. Die Blendarkaden des Außenbaus wiederholen sich im Innern.

## Ausstattung
Das zentrale Gemälde des barocken Hauptaltars zeigt die Steinigung des hl. Stephanus. Weitere barocke Bilder und Statuen schmücken die Wände.